# Najavljeno umorstvo
Najavljeno umorstvo (izdana 1950.) je kriminalistički roman Agathe Christie s Miss Marple u glavnoj ulozi.

## Radnja
Poziv u mjesnim novinama probudi zanimanje sela. Misleći da se radi o novoj vrsti zabave, svi se nađu u dogovoreno vrijeme. Domaćica Little Paddocksa Letilia Blacklock služi šeri, a uz nju je i njezina prijateljica Dora Bunner, te uglađeni nećaci Patrick i Julia Simmons. Točno u 19 sati svjetla se ugase, vrata salona se otvore i odjedanput se čju tri hica upućena gđici. Blacklock. Na vratima se pojavi truplo. Vise nije riječ o igri. Žrtva je Rudi Scherz, konobar iz mjesnog hotela kojeg rijetko tko poznaje. Inspektor Craddock radi na slučaju, a sasvim slučajno i gđica. Marple odsjela je u istom hotelu. Ispitani su svi prisutni. Jedino što im je zajedničko jest pretpostavka da se Rudi slučajno ubio. No, gđica. Marple misli da nisu dobro vidjeli što se dogodilo. Uskoro postaje jasno da je Rudi ipak ubijen, a njegov ubojica jedan je od gostiju iz salona.
Istraga je u tijeku i mnogi su pod policijskom paskom. Tu je Myrna Harris, hotelska konobarica koja je koketirala sa Scherzom, brigadir Easterbrook čiji je revolver nestao, Hannah, domaćica u Little Paddocksu. Inspektor Craddock temeljito radi na slučaju i otkriva da gđica. Blacklock treba naslijediti bogatstvo te da su Patrick i Julia njezini nasljednici. Gđica. Marple sumnja da su njihovi identiteti upitni. Zapravo, što više upoznaje ljude, to je sigurnija da su upleteni u ubojstvo. Obrat se dogodi kad gđica. Blacklock promijeni oporuku u korist njezine siromađne podstanarke Phillipe govoreći da jedva poznaje nećake i da ih ionako smatra nevrijednima njezina nasljedstva. Nedugo nakon toga Dora Bunner pronađena je mrtva.
Dok gđica. Marple ispituje gđicu. Blacklock, inspektor Craddock pokusava naći dvoje ljudi iz njezine prošlosti: Pipa i Emmu, koji bi trebali biti Patrickovi i Julijini vršnjaci i novi nasljednici. No, njezina prošlost i dalje je obavijena velom tajne. Ipak, Craddock otkriva tajnu oko Phillipe, no još mu nije poznat napadač na gđicu. Blacklock, kao ni Dorin ubojica. Kad mačka sruši vrč s vodom i time izazove kratki spoj u svjetiljci, gđica. Marple dode do zaključka. Još netko pokušava riješiti slučaj. Riječ je o gđici. Hinchcliffe i Amy Murgatroyd koje su bile u salonu u vrijeme pucnjave i sad pokušavaju rekonstruirati događaj. Murgatroyd se iznenada sjeti ključnog dokaza, no Hinchcliffe je zamoli da joj pomogne naći psa. Nedugo zatim Murgatroyd je nađena mrtva. Gđica. Marple je na tragu ubojici kad odjednom nestane. Craddock se uplaši da je ona iduća žrtva. Naravno, riječ je o lukavom planu da se uhvati ubojica.